# Meditace (album)
Meditace je debutové album české rockové skupiny The Blue Effect. Vydáno bylo vydavatelstvím Supraphon v roce 1970 s katalogovým číslem 113 0689. Původní české texty pro první čtyři skladby napsal Jaroslav Hutka, podle Supraphonu ale byly ideově nevhodné a nově je musel otextovat Zdeněk Rytíř. Druhá strana původního LP je zpívaná anglicky. V roce 1971 vyšla exportní verze alba pod názvem Kingdom of Life.
Na CD vyšlo album Meditace poprvé v roce 1994 jako The Story of Blue Effect 1 – Meditace (Supraphon), podruhé pod svým názvem v roce 1996 (Bonton Music), vždy s bonusy. Třetí CD reedice vyšla v roce 2009 v rámci box setu 1969–1989 Alba & singly & bonusy. Roku 2016 vydal Supraphon pro svůj digitální obchod Supraphonline Hi-Res verzi alba (WAV/192 kHz/24 bit).

## Seznam skladeb
| Strana 1 | Strana 1           | Strana 1 | Strana 1       | Strana 1 |
| Pořadí   | Název              | Hudba    | Text           | Délka    |
| -------- | ------------------ | -------- | -------------- | -------- |
| 1.       | Paměť lásky        | Hladík   | Rytíř          | 4:03     |
| 2.       | Blue Effect Street | Mišík    | Rytíř          | 4:04     |
| 3.       | Fénix              | Hladík   | Rytíř          | 4:26     |
| 4.       | Stroj na nic       | Hladík   | Rytíř          | 2:25     |
| 5.       | Slunečný hrob      | Mišík    | instrumentální | 1:50     |

| Strana 2       | Strana 2          | Strana 2                      | Strana 2       | Strana 2 |
| Pořadí         | Název             | Hudba                         | Text           | Délka    |
| -------------- | ----------------- | ----------------------------- | -------------- | -------- |
| 1.             | Little Girl       | Mišík                         | Mišík          | 3:54     |
| 2.             | Deserted Alley    | Mišík                         | K. Kozel       | 3:09     |
| 3.             | Blues About Stone | Hladík, Mišík, J. Kozel, Čech | Mišík          | 7:59     |
| 4.             | Rainy Day         | Hladík, J. Kozel              | K. Kozel       | 3:57     |
| 5.             | Where Is My Star  | Hladík                        | Jiří Smetana   | 3:27     |
| Celková délka: | Celková délka:    | Celková délka:                | Celková délka: | 39:28    |

## Obsazení
- The Blue Effect
  - Vladimír Mišík – zpěv, zobcová flétna (ve skladbě „Little Girl“), perkuse
  - Radim Hladík – kytara, elektronické varhany (ve skladbách „Fénix“ a „Where Is My Star“), sitár (ve skladbách „Paměť lásky“ a „Blue Effect Street“)
  - Jiří Kozel – baskytara, zpěv (ve skladbě „Rainy Day“)
  - Vlado Čech – bicí
  - Miloš Svoboda – kytara (ve skladbě „Paměť lásky“)
- Hosté
  - Stanislav Hrubý – flétna (ve skladbě „Paměť lásky“)
  - sbor Zdeňka Šulce (ve skladbě „Paměť lásky“)
  - dechová sekce Jana Hynčici
  - smyčcová sekce
  - Ladislav Hladík – orchestrální aranžmá, dirigent (ve skladbách „Paměť lásky“, „Fénix“, „Stroj na nic“ a „Sluneční hrob“)